# タユタマ -Kiss on my Deity-
『タユタマ -Kiss on my Deity-』（タユタマ キス オン マイ ディアティ）は、Lump of Sugarにより2008年7月11日に発売されたパソコンゲーム（アダルトゲーム）である。
「タユタマ」は「揺蕩う魂（たゆたうたましい）」の略、「deity」は「神、女神」の意味。本編エンドロールや公式サイトなどでは、「kiss on my deity」を副題とする場合もある（kissとdeityの頭が小文字）。タイトルロゴは大文字になっている。
角川書店の漫画雑誌「月刊コンプエース」2009年1月号（2008年11月26日発売）において漫画版（漫画：ユキヲ、シナリオ：ユウヤ）が連載開始。2009年4月から6月まではテレビアニメが放送された。
また、ファンディスクの『タユタマ -It's happy days-』が2009年5月29日に発売された。Xbox 360版は5pb.より2009年7月30日に発売する予定だったが、諸事情で11月5日に延期されている。Xbox 360版ではWindows版にあったHシーンは、CGの差し替えとテキストの修正によって性的描写を排除されており、純粋な恋愛AVGとなっている。
kawaiiniumブランドよりHD移植版「タユタマ -Kiss on my Deity-」が2025年3月27日に発売予定。
美少女ゲームアワード2008・キャラクターデザイン部門で金賞、グラフィック部門で銀賞を受賞した。

## 概要
本作は、2007年9月29日にLump of Sugar公式ウェブサイトと、メディアワークスの月刊アダルトゲーム雑誌『DENGEKI HIME』11月号において初公開された。『Nursery Rhyme -ナーサリィ☆ライム-』『いつか、届く、あの空に。』に続く、Lump of Sugarの第3作目となるファンタジー系恋愛アドベンチャーゲームで、登場するヒロインの数は4人。キャラクターデザインは前2作と同様、萌木原ふみたけが担当する。発売前から話題となり、ソフマップアミューズメント館においてLump of Sugar初の殿堂入りを果たし、5月発売のDENGEKI HIME、PUSH!!、PC Angel neoの三誌全ての表紙を飾った。2008年12月20日に「TECH GIAN」「PUSH!!」両雑誌にてテレビアニメ化が発表された。2016年9月23日には、これの続編となる『タユタマ2 -you're the only one-』が発売された。

## あらすじ
広大な敷地を有し、明治時代から続く伝統ある名門校「創聖女学院」の流れを組んだ全寮制の女子学部「フローレス」と、近年創設された男女共学の一般学部「スライトリー」の2つの学部がある「創聖学院」。その創聖学院のスライトリーに通う青年「泉戸裕理」は「八衢（やちまた）神社」の一人息子である。
友人の「河合アメリ」や「要三九郎」と共に学園生活を送っていた彼が三年生に上がる前の春休みのこと、拡張工事が行われていた学院のグラウンドで奇妙な文様が描かれた遺跡が発掘される。その文様は裕理の実家である「八衢神社」に伝わる神「太転依（たゆたい）」を表すものだった。遺跡を粗末に扱えば災いが訪れるのではないかと危惧した裕理であったが科学鑑定の結果、遺跡に学術的価値はないと判断され、工事はそのまま続行されることとなる。
災いが起こることを阻止するため、裕理はアメリや三九郎と共に密かに夜の学院に忍び込み、神の魂を別の場所に移す儀式「御魂移し」を決行する。すると彼の前に「綺久羅美守毘売（きくらみかみのひめ）」と名乗る白い神様らしきものが現れ、この地に封じ込められた太転依の物語を語り始める。そこで「綺久羅美毘売」の化成（生まれ変わり）した謎の少女を託される。その後、三強によるアメリの醜態により遺跡を破壊してしまい封印されていた「太転依」たちが解き放たれ、三強と呼ばれる「太転依」たちと対峙することになった。

## 世界観
作品の舞台となるのは現代の日本に程近い世界であるが、やや和風かつ伝奇的な要素も取り入れられた世界観で構成されている。
また、本作の500年後の世界が「ナーサリィ☆ライム」である事が、「タユタマ ビジュアルファンブック」（本作の初回限定版の特典として付属）に記載されている。さらに、本作の50年後の世界が『タユタマ2』であるとされる。

## 登場人物
※声の表記はPC版 / テレビアニメ、Xbox 360版の順。

### メインキャラクター
泉戸 裕理（みと ゆうり）
声 - なし / 日野聡、永見はるか（女装時）、髙山ゆうこ（幼少期）※いずれもアニメ版のみ
本作の主人公。創聖学院一般学部（スライトリー）の男子生徒で、カリキュラムS受講生（最上級生）。実家が神社であるため、神道に関する知識が豊富。バイクや自動車などの機械いじりが好きで一級整備士や設計士に憧れているが、その趣味に打ち込み過ぎるあまり変人扱いされることもある。勉強もスポーツも人並みにこなすことができるが、嫌いな科目の授業では堂々と居眠りをしていたり、自宅にはアダルトDVDを大量に隠し持っていたりという一面もある。また、八衢の血統であるがために「退魔の霊能」という太転依に対し絶対的な力を持っている。その力を自覚していない裕理だったが、「ましろ」との約束を守るために「人間と太転依が共存できる世界」のために、太転依との戦いに身を投じていく。が、運動部というわけでもないので、運動神経はほぼ皆無で、ましろとの訓練ではたいていボコボコにされている。応龍にも神通力を無効化されるだけなのでやろうと思えばどうとでもなると軽く見られている。
50年後となる『タユタマ2』ではましろと結婚し、矢古民町で出会ったこはくを養女として迎えており、かなりの親馬鹿になっている。
アニメ版ではバイクに対する偏見や悪口を言われると異常なまでに不機嫌になり発言した美冬を追い返すなどの言動が目立つ性格となっており、ましろ達を化け物と呼んだアメリにもいきなり怒鳴りつけるなど感情的な部分が強調されている。精霊が見えたことで美冬にセクハラまがいの行動をとったり、好意を寄せてくれていたアメリの部屋にましろとカップル同然の様子で訪問するなど女性からの好意に鈍感という設定も追加された。
アニメ最終話は『タユタマ2』にはつながらないラストとなっており、自身の退魔の力を制御できずましろを救うことはできずに終わってしまう。（ましろの消滅は避けれても長期の眠りにつかせてしまうことになる。）文明が滅び水没した数百年後の世界では裕理とましろに似た人物がバイクに乗っている様子が描かれているが、本人たちがどうかは明らかにされていない。
泉戸 ましろ（みと ましろ）
声 - 松田理沙 / 力丸乃りこ
本作のメインヒロイン。始業式の日に裕理の前に現れた謎の美少女。その正体は悠久の時を生きる霊的存在「太転依」であり、不思議な術を使うことができる。復活当時は幼女の姿だったが、のちに少女の姿へと一夜にして成長する。神通力を使いすぎると神気が足りなくなり、幼女に戻ることも。恋愛にとても積極的で、裕理に出会ったその日から彼の妻を自称して猛烈なアタックをし、そのまま泉戸家に住み着くようになった。外見はほとんど人間と変わらないが狐のような耳と尻尾が付いている。やや世間知らずで知識が古く、最新の家電製品などには疎い。携帯電話は、電話機能とアドレス帳だけの老人にも安心用しか使えない（下手に触っていると電話が爆発する）。カラオケでは、マイクに振れただけで、ハウリングを起こす。創聖学院女子学部（フローレス）カリキュラムS受講生（最上級生）。「ましろ」という名は裕理につけてもらったもので、彼女が気に入っていたマシュマロに由来（アメリはまろまろと呼んでいる）。現在の姿に化成する以前は「綺久羅美守毘売（きくらみかみのひめ）」と言う太転依だった。以前の思想を引き継ぎ裕理と一緒に「人間と太転依が共存できる世界」を創ろうとしているらしい。綺久羅美は三強が束になっても敵わないほどの最強の太転依で、ましろもその力を引き継いではいるが人間と同じに化成したために人間と同等の傷を負う上、力も三強と一対一で互角程度にまで落ちている。また、正面からの戦いでは無類の強さを誇る分、搦め手には非常に弱く、鵺や応龍の策に気づけず窮地に陥っている。
50年後となる『タユタマ2』では裕理と結婚し、矢古民町で自分にあこがれて化成したこはくを養女として迎えている。
アニメ最終話は『タユタマ2』にはつながらないラストとなっており、ましろは消滅しないだけの眠り続ける存在になってしまい、その後どうなったかは不明のまま終わってしまってる。文明が滅び水没した数百年後の世界では裕理とましろに似た人物がバイクに乗っている様子が描かれているが、本人たちがどうかは明らかにされていない。
河合 アメリ（かわい アメリ）
声 - 花野香 / 下田麻美
ヒロインの一人。裕理の幼馴染にしてクラスメイト。創聖学院一般学部（スライトリー）カリキュラムS受講生（最上級生）。スライトリーの理事である父（本人曰く『ダディ』）と、大手建設会社の会長である母（本人曰く『マミィ』）を持つお嬢様。昔から裕理とは親しく、家族ぐるみでの付き合いがあった。常時飴玉を携帯しており、これをゆみななどに分ける場面もある。気が強く、裕理をからかうのが好きなマイペース派。
裕理に想いを寄せているが、ましろとは逆に恋愛には臆病であるため、友達以上の関係にはなっていない。裕理に猛アタックをするましろのことをライバル視している。その事で、応龍に付入られ手下として利用されてしまうが、ましろの説得で裕理に思いを打ち明ける。また、この一件で応龍が決して悪いやつではない事にいち早く気づき、応龍とましろが和解するきっかけにもなる。応龍とは似た者同士で意気投合しており、契約によって力の半分を譲渡されていて並みの太転依よりも強力な神通力を振るえる。西洋人のような名前だがハーフではない。
作中には登場しないが、姉が一人いるという設定がある。ランプオブシュガーWebノベルでは姉の名前はサーラと判明している。
50年後となる『タユタマ2』では母から会長職を継いでいる。
小鳥遊 ゆみな（たかなし ゆみな）
声 - 青戸由羽 / 水橋かおり
フローレスのカリキュラムC受講生。もとは裕福な「天見」家の生まれであったが実家の没落により神社である泉戸家に預けられる。その後、裕理と共に暮らすうち彼を兄と慕うようになった。しかし裕理の母の死によって、今度は「小鳥遊」家の養女となる。気が小さく、あがり性で誰かに見られているとすぐに失敗してしまう。絵を描くことが趣味で、料理や裁縫など一人でこつこつできる作業が得意。アメリとも仲がよく、またフローレスのミレディ（総代）である如月美冬に強く憧れている。鳳凰とは夫婦喧嘩の一件以来、懐かれている。しかし彼女の頭の上に乗る度に密着状態となり彼女を困惑させている。事件解決後は自由に泉戸家に帰れる事を願い、鳳凰から翼をもらって空を飛べるようになる。この翼は三強の一角からもらっただけあり、応龍が舌を巻くほどのスピードが出る。なお、このキャラクターは本作の原画担当である萌木原ふみたけが所属している同人サークル「ZIP」が制作したアダルトゲーム『Purism×Egoist』（ピュリズム エゴイスト）に登場する羽根の生えたアンドロイド「ゆみな」がモデルとなっている。
50年後となる『タユタマ2』では矢古民町で婦人警官となっている。
如月 美冬（きさらぎ みふゆ）
声 - 三咲里奈 / 伊藤静
ましろと同じフローレスの最上級生にしてミレディ。ミレディとはフローレスの中でも特に優秀な監督生らのリーダーであり、全校生徒と教師たちからの8割以上の支持を得なければ選出されない。名家である如月家に生まれ、幼い頃から厳しく育てられてきた。武芸全般に優れ、特に剣術に長けている。更に狡賢い鵺を完全に出し抜けるほど戦略眼も高い。冷静沈着で思慮深く、厳格な性格だが、心の中では束縛から逃れたいと思っている（しかし、言動や態度ではそれに納得したふうをしている）。半面、頑固で融通の利かない面もあり、現実的かつ合理性を重視するため、ましろが太転依に挑む危険性を説いても中々賛同しない等の面もある。趣味は読書で特に「自由な恋愛」を扱ったものが気に入っており、また、自分を慕ってくれるゆみなのことも気にかけている。春休みの間に学院に忍び込んだ裕理たちに疑いのまなざしを向けるが、 太転依（たゆたい）騒動の事実を知り、裕理たちの理想に賛同して頼もしい協力者となる。が、現実的な考えしかなかったので、最初は中々信じようとしなかった。カラオケに行った事がなく裕理に誘われた際には恥じらいを見せ顔を赤らめた。如月家は陰陽師の流れを汲んでおり、当初は神通力の類に全く気付かなかったが、ましろの訓練を受けるとましろも気づかなかった鵺の神通力の罠を看破してみせ、木刀での打撃も鵺に通用するようにまでなった。鵺の事件後は鵺との「取引」で監視役兼保護者兼教育係になり、鵺になつかれた。
50年後となる『タユタマ2』では如月家の中心的存在となっている。
アニメ版では当初から裕理に注意を促したり、「バイクが好き＝暴走族に憧れている」という発想の持ち主になってしまっており裕理を怒らせる場面が強調されている。また本来であればアメリ以上に貧乳のはずが何故かましろ達を上回る巨乳設定となっており、ましろ達の妄想の中でライダースーツと巨乳という組み合わせで裕理を誘惑しようとする美冬の姿が描かれている。

### サブキャラクター
要 三九郎（かなめ さんくろう）
声 - 二朗 / 置鮎龍太郎
裕理やアメリと仲が良いスライトリーの男子生徒。関西弁を話し、趣味のバンド活動ではインディーズでCDデビューを果たしている。裕理やアメリと同じカリキュラムS受講生（最上級生）だが、学院を留年しており、2人より1つ年上。アメリの裕理に対する気持ちを察しており、彼女を気遣う一面もある。卒業後は音楽活動のため上京し、学院のある葦原町を離れる予定。ランプオブシュガーWebノベル『祭りのあとで』で裕理との出会いのエピソードが書かれている。
蘭ちゃん先生（らんちゃんせんせい）
声 - 中瀬ひな / 同左
スライトリーの教師で裕理、アメリ、三九郎の担任（チューター）。また日本文化学科日本史概論の准教授でもある。本名は蘭・エッジ＝ウェムス、時折ましろから「ウェムス准教」と呼ばれることがある。極めて素の中瀬の声に近く、実際中瀬本人曰く、「ひなさんっぽくやってください」と担当者に言われたようだ。生徒との関係はかなりフランク。
河合 玄造（かわい げんぞう）
声 - 黒岩圭介 / 丹沢晃之
アメリの父で、スライトリー代表理事。裕導とは仲がよいが、よく厄介事を押し付けられ、アメリや妻だけではなく多嘉山理事にも頭の上がらない、何かと不運なキャラ。
多嘉山 敏江（たかやま としえ）
声 - 名和野恋 / 津野田なるみ
フローレスの理事であり、自身もフローレスの卒業生。学生時代には美冬より3代前のミレディだった。そのためフローレスが絶対と考えており、美冬にも視野が狭いと言われている。
泉戸 裕導（みと ゆうどう）
声 - 比留間京之介 / 若本規夫
裕理の父。明階の階位を持つ八衢神社の神主なのだが、玄造とキャバクラへ行ったり、裕理に神社など継がなくてよいと言ったりとかなりアバウトだが、それは妻の真理（まり）に先立たれてかららしい。アメリにはユーディと呼ばれている。ましろやゆみな、玄造に冗談などを言いそれを1つの楽しみとしている。
如月 和彦（きさらぎ かずひこ）
声 - 秋山樹
美冬の父親で如月財閥会長。美冬の攻略ルートにのみ登場。非常に厳格で他人に威圧的な態度をとる。美冬の厳かな口調は父親ゆずりのものである。

### 太転依
綺久羅美守毘売（きくらみかみのひめ）
声 - 松永雪希 / 永見はるか
遺跡に宿っていた太転依。四足の獣を統べる最強の太転依で、その力で「三強」と呼ばれる太転依たちを従えていた。裕理たちに自らの化生であるましろを託し、消えていった。
応龍（おうりゅう）
声 - 空野太陽 / 岸尾だいすけ
綺久羅美守毘売によって封印されていた「三強」の一角。鱗持つ水棲の生物を統べる。「三強」の中では最も凶暴で力が強く、本作では確実に悪役な立ち位置にいる。綺久羅美守毘売が目指す「人と太転依の共存」に対し最も苛烈に反対している。
名前の通り、本来は竜の姿だが、人間の姿に化けることができる。その時の姿は白いスーツを着た銀髪の目つきが鋭い男。裕理とましろの関係に嫉妬するアメリの心に付け込み、策を巡らす。
事件が解決した後はアメリの家の庭の池に住み着き、アメリから「ヨリトモ」の名を与えられる（アニメ版では、その設定はなく、その後は不明）。
共存に反対するのは過去の経験上難しいと考えているからで特に人間を嫌っているからという理由ではない。むしろ自然災害から人間の集落を護っていたこともあり、生贄を必要としたのもその為の神気が大量に必要だったからである。綺久羅美を敵視する理由の半分はそのことを知らなかった綺久羅美に人間の依頼でその集落から追い出されてしまった為。アメリのことを気に入っているのも本当で、事件解決後は何だかんだ文句を言いながらもアメリの言うことには逆らわなくなる。アメリ曰くツンデレ。
なお、「ぴゅあ・まい・は〜と（後述）」では本編のシリアスさは消え、覗きをしたほかの男性キャラの制裁の巻き添えを喰らったり、缶けりでの理不尽な扱いに泣き出しそうになるなど、本編とのギャップが最も大きいキャラクターとして描かれている（あろうことか加害者は大抵、本編でも因縁のあるアメリである）。
鵺（ぬえ）
声 - 水鏡 / 中川里江
綺久羅美守毘売によって封印されていた「三強」の一角。節足の虫たちや甲殻類を統べる。直接的な戦闘力は低いが「三強」の中では最も狡賢く、特に幻術の類を得意とする。戦闘力が低いと言っても雷撃による直接の戦闘も可能であり、一般人から見れば十分すぎる脅威。半面、防御面は脆弱で多少神気を使う訓練を受けた者であれば木刀でもダメージを与えられる。半透明の軟体動物のような身体に触角の生えた仮面のような顔の奇怪な姿から、「正体不明の生物」を指す語としての「鵺」と名付けられた。この姿は幻術によって作り出したものであり、本来の姿は黒い着物を着た幼女。「〜じゃ」と平安貴族のような口調で喋るが、見た目どおりの精神年齢であり、彼女の騒動も単なる好奇心が動機となっていた。
ましろ達との戦いの後、一行に協力するようになる。特に美冬と仲が良いが、同時に教育係のような立場の彼女を恐れてもいる。逆に上記のような精神年齢のこともあり、幼女の姿のましろとはよく喧嘩をする。パソコン関連に強い。煎餅が好き。
Xbox 360版ではヒロインに昇格。
50年後となる『タユタマ2 -After Stories-』では矢古民町で行われる「人太祭」でローカルアイドルを売り出す企画のプロデューサーをしている。
鳳凰（ほうおう）
声 - ？ / 市来光弘（ホウ）、あおきさやか（オウ）
綺久羅美守毘売によって封印されていた「三強」の一角。翼持つ空の者を統べる。雄の「鳳」と雌の「凰」、二体で一組の太転依であり、仲の良い夫婦らしい。それ故、夫婦円満の象徴ともされている。
前者は青、後者は赤の巨大な鳥の姿だが、力を失うと不細工な雛の姿になる。また人間の言葉を話す事はできない。
ホウは、無類の雌（女）好きで、オウは、ヤキモチ焼きで、嫉妬深い。その事で、夫婦喧嘩となり、ゆみなを巻き込んで大騒動を巻き起こす。夫婦喧嘩が解決した後、ゆみなに懐くようになる。ゆみなの頭の上に乗っている間は密着状態となり、ゆみな自身が鳳凰を抜く事は出来ない。

## 制作スタッフ
- 原画 - 萌木原ふみたけ
- シナリオ - 史方千尋
- 音楽 - 大川茂伸
- ムービー - 神月社/えん (the Imaging Studio Mju:z)
- プロデューサー - かわうそ
- 制作 - Lump of Sugar

## 主題歌

### -Kiss on my Deity-
ファーストオープニングテーマ「こんな春の空を」
歌 - 霜月はるか / 作詞 - 白峰美津子 / 作曲 - 虹音 / 編曲 - 井上日徳 / 製作 - TEAM Entertainment
セカンドオープニングテーマ「瞬間スプライン」
歌 - Kicco / 作詞・作曲 - 志倉千代丸 / 編曲 - 村上純 / 製作 - 5pb.
エンディングテーマ「虹を見つけたような色で」
歌 - 霜月はるか / 作詞 - 白峰美津子 / 作曲 - 浅井裕子 / 編曲 - 井上日徳 / 製作 - TEAM Entertainment
挿入歌「Cherry」
歌：Kicco / 作詞 - Yummy / 作曲 - KAB. / 編曲 - 水野大
- 以下四曲は当初初回特典のヴォーカルコレクションCDにしか収録されていなかったが、その後2009年7月に一般販売された「キャラソン+」に全て収録されている（『瞬間スプライン』と『Cherry』と合わせて全6曲）。

### -It's happy days-
エンディングテーマ「so happy days」
歌 - 霜月はるか / 作詞 - 日山尚 / 作曲・編曲 - 景家淳
オープニングテーマ「情熱のウォブル」
歌 - Kicco / 作詞・作曲 - 志倉千代丸 / 編曲 - 水野大輔

### Xbox 360版
ファーストオープニングテーマ「どこまでも共に」
歌 - 霜月はるか / 作詞・作曲・編曲 - 水野大輔
セカンドオープニングテーマ「桜花春煌」
歌 - Kicco / 作詞・作曲・編曲 - 水野大輔

### キャラクター挿入歌
「Marital vows」
歌 - 泉戸ましろ（松田理沙） / 作詞 - 涼森有羽子 / 作曲 - 大川茂伸 / 編曲 - B.T.W
「ごーいんぐまいうぇい」
歌 - 河合アメリ（花野香） / 作詞 - オーロラ / 作曲 - 大川茂伸 / 編曲 - 秋元直也
「Flower doll」
歌 - 小鳥遊ゆみな（青戸由羽） / 作詞 - 青井天使 / 作曲 - 大川茂伸 / 編曲 - 越智健二
「Rainy Pain」
歌 - 如月美冬（三咲里奈） / 作詞 - AKKO / 作曲 - 大川茂伸 / 編曲 - Crystal☆GATE

## タユタマ応援フェア
- 第1弾 ヒトメボレ人気投票
  - 2007年10月1日から一ヶ月間行われたキャラクター人気投票。応募者全員に投票したキャラクターの創聖学院学生証が贈られた。結果は1位から順に、アメリ、ましろ、美冬、ゆみなであり、1位のアメリの壁紙が公開された。
- 第2弾 応援バナーキャンペーン
  - 2008年3月7日から7月27日まで行われる応援バナーのリンク登録キャンペーン。抽選でタユタマ関係の景品が贈られた。
- 第3弾 タユタマ体験版配布会場ご来場ありがとうキャンペーン
  - 東京、大阪のDreamParty2008春や、地方都市も含め、全国を巡った全国キャラバンで配布された体験版についている手紙に、タユタマ本体を買うと付いてくるシールを添付して送ると、第一弾の創生学園学生証の特製バージョンがもらえる。学生証のキャラクターは、発売後人気投票で1位になったましろ。キャンペーンの締め切りは、手紙が2008年7月末日必着で、2008年10月下旬以降に学生証が発送された。

## コラボレーション企画
- Lump of Sugarとあかべぇそふとつぅの合同企画として、2008年5月29日発売の『G線上の魔王』（あかべぇそふとつぅ）の製品版に『タユタマ -Kiss on my Deity-』体験版が、7月11日発売の『タユタマ -Kiss on my Deity-』製品版に『W.L.O. 世界恋愛機構』（あかべぇそふとつぅ）の体験版が付属された。
- また、Lump of Sugarの『タユタマ -It's happy days-』とゆずソフトの『天神乱漫 -LUCKY or UNLUCKY!?-』が同じ2009年5月29日発売予定であったことから、両作品のキャラクターが描かれた共存バナーを使ったキャンペーンを実施。これは、3月13日〜6月30日までの間にこのバナーを自分のホームページに貼って登録すると、メーカー共同のグッズが当たるという企画である。

## 漫画
「月刊コンプエース」2009年1月号（2008年11月26日発売）から2009年7月号（2009年5月26日発売）まで連載された。漫画：ユキヲ、シナリオ：ユウヤ。ゲーム本編終了後の後日談的な内容。2008年12月号の次号予告では『タユタマ -Hug on my Deity-』という題名だったが、結局ゲームと同じ題名での連載となった。

## テレビアニメ
2009年4月から6月までチバテレビほかU局、AT-Xにて放送された。SILVER LINK.にとって初の元請制作作品となる。監督は『School Days』、『あかね色に染まる坂』を手がけた元永慶太郎。全12話。
ストーリーとしては原作を意識しつつも裕理の物静かな性格から怒りやすい性格への変更、美冬の貧乳キャラから巨乳キャラへの変更をはじめとしたアニメオリジナル設定もかなり多い。最終話はオリジナル展開により裕理がましろを救う方法を見つけられず別れを迎えてしまう。ましろエンドに準拠して人類が滅亡するほど時間が経過した世界で不老不死となった裕理と復活したましろが水没した廃墟を巡るラストになっている。「人間と太転依が共存できる世界」を達成できなかった最終回となったため、ましろを救い「人間と太転依が共存できる世界」を達成できた未来である『タユタマ2』にはつながらないストーリーとなっている。

### スタッフ
- 原作 - Lump of Sugar
- 監督 - 元永慶太郎
- シリーズ構成 - 上江洲誠
- キャラクター原案 - 萌木原ふみたけ
- キャラクターデザイン - 大河原晴男
- クリーチャーデザイン - 門智昭、秋山由樹子
- 色彩設計 - 末永康子
- 美術監督 - 下山和人
- 撮影監督 - 笠井亮平
- 編集 - たぐまじゅん
- 音響監督 - 蝦名恭範
- 音楽 - 大川茂伸、蓑部雄崇
- プロデューサー - 新田達弘、丸山創、萬濃英二、小柳路子
- アニメーション制作 - SILVER LINK.
- 製作 - タユタマ製作委員会（メディアファクトリー、マーベラスエンターテイメント、ラッセル、5pb.）

### 主題歌（アニメ）
オープニングテーマ「The fine every day」（第1話ではEDで使用、クレジットではOP扱い）
作詞・作曲 - 志倉千代丸 / 編曲 - 水野大輔 / 歌 - Kicco
エンディングテーマ「キズナノ唄」（第1話では挿入歌として使用）
作詞 - 前田たかひろ / 作曲・編曲 - 大島こうすけ / 歌 - 宮崎羽衣
挿入歌「永久の恋」（第12話）
作詞 - 中瀬ひな / 作曲・編曲 - 佐々倉マコト（Angel Note） / 歌 - UMA
以下4曲は第9話のカラオケシーンで使用（全てゲームまたはテレビアニメの曲のカバー）。
挿入歌「情熱のウォブル」
歌 - 要三九郎（置鮎龍太郎）
挿入歌「キズナノ唄」
歌 - 小鳥遊ゆみな（水橋かおり）、如月美冬（伊藤静）、鵺（中川里江）
挿入歌「Cherry」
歌 - 河合アメリ（下田麻美）
挿入歌「The fine every day」
歌 - 泉戸裕理（日野聡）

### 各話リスト
| 話数 | サブタイトル         | 脚本                | 絵コンテ                  | 演出             | 作画監督                              | 総作画監督            |
| ---- | -------------------- | ------------------- | ------------------------- | ---------------- | ------------------------------------- | --------------------- |
| 1    | 太転依（たゆたい）   | 上江洲誠            | 元永慶太郎                | 元永慶太郎       | 野田めぐみ 森前和也                   | 大河原晴男            |
| 2    | ましろの居場所       | 関根聡子 上江洲誠   | こでらかつゆき            | 羽生尚靖         | 志賀道憲                              | 大河原晴男            |
| 3    | ましろ、ひとりぼっち | 柿原優子            | 福多潤                    | 福多潤           | 飯飼一幸                              | 野田めぐみ            |
| 4    | 乙女の悩み           | 秋月ひろ            | ワタナベシンイチ          | ワタナベシンイチ | 竹森由加                              | 大河原晴男            |
| 5    | すれ違いの雨         | 名田ユタカ          | こでらかつゆき            | 元永慶太郎       | 手島勇人                              | 野田めぐみ 大河原晴男 |
| 6    | 比翼の鳥             | 中村浩二郎          | 小林孝志                  | 土屋康郎         | 長谷川亨雄                            | 野田めぐみ            |
| 7    | 連理の枝             | 中村浩二郎 秋月ひろ | 岩畑剛一                  | 北川正人         | 野口和夫                              | 大河原晴男            |
| 8    | 誘惑に染まる瞳       | 九頭龍              | こでらかつゆき            | 則座誠           | 飯飼一幸 竹森由加                     | 大河原晴男 秋山由樹子 |
| 9    | 硝子の向こう         | 秋月ひろ 関根聡子   | ワタナベシンイチ          | ワタナベシンイチ | 志賀道憲 石田啓一 八代きみこ 冨田佳亨 | 大河原晴男 野田めぐみ |
| 10   | 禁じられた安寧       | 秋月ひろ            | ワタナベシンイチ          | 土屋康郎         | 長谷川亨雄 鈴木孝典                   | 大河原晴男 野田めぐみ |
| 11   | 決戦                 | 名田ユタカ          | 元永慶太郎                | 元永慶太郎       | 小松信 尾崎綾子 竹森由加              | 大河原晴男 秋山由樹子 |
| 12   | 裕理                 | 秋月ひろ 上江洲誠   | こでらかつゆき 元永慶太郎 | 元永慶太郎       | 野田めぐみ 水口桂 飯飼一幸 長谷川亨雄 | 大河原晴男            |

### 放送局
| 放送地域   | 放送局     | 放送期間                | 放送日時           | 放送系列       | 備考             |
| ---------- | ---------- | ----------------------- | ------------------ | -------------- | ---------------- |
| 千葉県     | チバテレビ | 2009年4月5日 - 6月21日  | 日曜 24:30 - 25:00 | 独立UHF局      |                  |
| 神奈川県   | tvk        | 2009年4月5日 - 6月21日  | 日曜 25:30 - 26:00 | 独立UHF局      |                  |
| 中京広域圏 | 中京テレビ | 2009年4月6日 - 6月22日  | 月曜 27:15 - 27:45 | 日本テレビ系列 |                  |
| 東京都     | TOKYO MX   | 2009年4月7日 - 6月23日  | 火曜 25:30 - 26:00 | 独立UHF局      |                  |
| 兵庫県     | サンテレビ | 2009年4月8日 - 6月24日  | 水曜 26:10 - 26:40 | 独立UHF局      |                  |
| 埼玉県     | テレ玉     | 2009年4月10日 - 6月26日 | 金曜 25:00 - 25:30 | 独立UHF局      |                  |
| 日本全域   | AT-X       | 2009年4月11日 - 6月27日 | 土曜 9:00 - 9:30   | CS放送         | リピート放送あり |

### 映像特典
『タユタユ ぴゅあ・まい・は〜と』。DVD各巻収録の映像特典のショートショートアニメ集。全6話。
EDテーマ
- 「キズナノ唄」（1-5話）
- 「永久の恋」（6話）

サブタイトル
| 話数  | サブタイトル                    | 脚本     | 絵コンテ         | 演出             | 作画監督            |
| ----- | ------------------------------- | -------- | ---------------- | ---------------- | ------------------- |
| 第1話 |                                 | 秋月いろ | 福多潤           |                  | 野田めぐみ          |
| 第2話 |                                 | 隼人     | 福多潤           | 福多潤           | 野田めぐみ          |
| 第3話 | まんが日本タユタマ話 アメたろう | 隼人     | ワタナベシンイチ | ワタナベシンイチ | 野田めぐみ 松浦里美 |
| 第4話 |                                 | 隼人     | ワタナベシンイチ | ワタナベシンイチ | 竹森由加            |
| 第5話 |                                 | 隼人     | キグルミ         | 小島丈茂         | 野田めぐみ          |
| 第6話 |                                 | 隼人     | ワタナベシンイチ | ワタナベシンイチ | 野田めぐみ          |

#### 特典登場キャラ
- アズラエル
声：中川里江
映像特典オリジナルキャラである、謎の黒猫（っぽい生物）。破れると中からワタが出る。1話ではモグラ叩きに、2話では喋るネコ、3話ではアメたろう（アメリ）の下僕その1、4話ではたたいてかぶってジャンケンポンでの「斬られ」役、5巻では女湯に入っていたり狸の置物になったり、6巻では亀甲縛りにされる、と各話に登場している。EDでは『アズアズシュガー』なるビル（ハリボテ）を建設したが鵺に壊されてしまう。元ネタはLump of Sugarの1作目である『Nursery Rhyme -ナーサリィ☆ライム-』に登場する同名のキャラクター。

### After Voice Message
『After Voice Message』はアニメ本編、TV放送連動コンテンツで各話ストーリーに連動した独白ボイス。2009年3月30日から先行して第0話が配信され、毎週 順にメディファク☆モバイルで視聴可能だった。

### Webラジオ
『タユタマらじお -昼下がりの嫁たち-』のタイトルで、TVアニメ版の放送開始に先立ち、2009年3月9日より音泉、3月16日よりメディファクラジオにて配信された（隔週月曜日更新）。2009年7月13日に終了。全10回。
- パーソナリティは、泉戸ましろ役の力丸乃りこと河合アメリ役の下田麻美。
- OP・EDは第1回から第4回まではテレビアニメと同じだったが、第5回より「time〜僕らがまだ知らないチカラ〜」（宮崎羽衣）がOPとしてながれている。（EDはそのまま）

ゲスト
- 第4回（2009年4月20日）Kicco
- 第5回（2009年5月4日）宮崎羽衣
- 第9回（2009年6月29日）日野聡

## 関連商品
- 公式グッズセット
  - 「タユタマ」ファイルセット（2007年10月14日開催「DreamParty東京2007秋」にて発売）
  - 「タユタマ -kiss on my deity-」ドリームパーティー2008春グッズセット（2008年5月18日開催「DreamParty東京2008春」にて発売）
  - ランプオブシュガーヒロイン抱き枕カバー夏コミ限定セット（タユタマからは、ましろとアメリの2種 2008年8月15日 - 8月17日開催「コミックマーケット74」にて発売）
  - C75タユタマ冬コミグッズセット（2008年12月28日開催「コミックマーケット75」にて発売）
  - 「タユタマ -It's happy days-」ドリームパーティー2009春グッズセット（2009年春に東京と大阪で開催された「DreamParty2009春」及びインターネット通販にて発売）
  - C76タユタマ夏コミグッズセット（2009年8月14日-16日開催「コミックマーケット76」及びインターネット通販にて発売）
  - タユタマシャワーカーテンセット（2009年8月14日-16日開催「コミックマーケット76」及びインターネット通販にて発売）
- テレホンカード
  - 電撃姫11月号 通販テレカ
  - コミックマーケット73カタログ メロンブックス応募キャンペーンテレカ
  - 萌人通販 ましろのほのぼのテレカ
  - PUSH!6月号 通販テレカ
  - 電撃姫7月号 通販テレカ
- CD
  - オープニングテーマ「瞬間スプライン」（2008年6月27日発売）
  - 「タユタマ-Kiss on my Deity-」オリジナルサウンドトラック（2008年7月11日発売）
  - TVアニメオープニングテーマ「The fine every day」（2009年4月22日発売）[注 1]
  - TVアニメエンディングテーマ「キズナノ唄」（2009年5月27日発売）[注 2]
  - 「タユタマ -Kiss on my Deity-」キャラソン+（2009年7月24日発売）
- 漫画
  - マジキュー4コマ 「タユタマ -Kiss on my Deity-」全4巻（エンターブレイン刊）
    - 第1巻：2009年4月25日発売 ISBN 978-4-7577-4844-6
    - 第2巻：2009年6月25日発売 ISBN 978-4-7577-4926-9
    - 第3巻：2009年8月26日発売 ISBN 978-4-7577-5017-3
    - 第4巻：2009年10月26日発売 ISBN 978-4-0472-6079-5

  - 角川コミックスA 「タユタマ -Kiss on my Deity-」（角川書店刊、2009年6月26日発売）ISBN 978-4-04-715255-7
- アプリ
  - きせかえ タユタマ（2009年6月23日、ホーゲット）
  - きせかえテーマ タユタマ（2012年7月27日、アイロゴス）
  - タユタマLINEスタンプ（2015年6月9日、ランプオブシュガー）
- その他
  - 電撃姫11月号 通販マイクロファイバータオル（柄はましろ）
  - コミックマーケット73カタログ メロンブックス購入特典下敷き
  - タユタマ ブラインドステッカー
  - タユタマ マイクロファイバーバスタオル（柄はましろ C74にてブロッコリーより発売）
  - タユタマ ZIPPO （柄はましろ C74にてブロッコリーより発売）